# Šipovljani
Šipovljani su naseljeno mjesto u općini Drvar, Federacija Bosne i Hercegovine, BiH.

## Zemljopis
Ime sela potiče od mnoštva šipaka. Selo je razbijenog tipa i dijeli se na krajeve: Nagrađe, Vaganac, Drobnjak, Pod Brinom, Zavođe, Grana, Podovi (Nad Brinom), Uvale (Potkoritnjača).
Najvećim delom Šipovljani leže u kotlini rijeke Unac, dok se jednim dijelom uzdiglo na tavanastu visoravan s desne strane rijeke. Selo na istoku dopire do najvišeg vrha Klekovače, na jugu je omeđen potokom Visućica, na sjeveru teče potok Drobnjak. Sa zapada zatvaraju vidik Jadovnik, Pačarizova kosa, i Cicibor.  Položaji su ovom selu mnogovrsni: od niskih župnih do najvičih planinskih. Stoga su radne zemlje vrlo različitih položaja. Selo je puno i izvora i ne oskudijeva u vodi. Vode su: Unac, Visućica, Ravni Potok, Šarić, Drobnjak. Ravni Potok izvire ispod Sklopića, Šarić ispod Pačarizove Kose i utiču obadvoje u Visućicu. Drobnjak postaje iz dva manja potočića: Jareta i Točkova. Oni se kod Majdana sastaju i dobivaju ime Drobnjak. koji se uliva u Unac. Osim tih potoka ima u selu dosta izvora: Zaspa, Vrbica, Točak, Točak pod Gradinom, Tomasovića Vrelo, Kavurovac, Radanka, Bajića Točak, Točak Košića, Kupano vrelo. Jedino u dijelu sela Podovi nema žive vode.

## Povijest
Na teritoriji Šipovljana se nalaze arheološki tragovi iz raznih perioda. Na prvom mjestu treba spomenutu gradinu na istoimenom brdu, odmah povrh brda Visuća. Utvrđeno je da se ispod te gradine nalazilo manje rimsko naselje, jer su arheolozi registrirali "rimska groblja" s upotrebom ranijih rimskih spolija. Tu je i srednjovjekovni grad Visućica ili Visuć grad, podignut na strmoj kamenitoj litici, još uvijek je dobro očuvan. Povijesni izvori ne spominju grad pod tim imenom, ali se zato spominje grad Unac. Na Raljevinama, također pored grada Visuća, ima Crkvina, gdje se raspoznaju temelji omanje crkve. I u sklopu, na Ocrkavlju, bila je nekada crkva s dosta zida i obrušenog kamena. Kad je narod na tom mjestu htio podići novu crkvu, spahija Osman-beg Kulenović je zabranio gradnju, a sav stari kamen odvezao i ozidao njime svoj čardak.
Na Zavođu u Šipovljanima je pravoslavna crkva Pokrova Presvete Bogorodice.

## Stanovništvo

### Popisi 1971. – 1991.
| Šipovljani         |              |              |              |       |
| godina popisa      | 1991.        | 1981.        | 1971.        | 1961. |
| Srbi               | 982 (98,39%) | 807 (86,40%) | 876 (98,98%) | 939   |
| Hrvati             | 1 (0,10%)    | 2 (0,21%)    | 2 (0,22%)    | 4     |
| Muslimani          |              |              | 1 (0,11%)    |       |
| Jugoslaveni        | 12 (1,20%)   | 119 (12,74%) |              |       |
| ostali i nepoznato | 3 (0,30%)    | 6 (0,64%)    | 6 (0,67%)    |       |
| ukupno             | 998          | 934          | 885          | 943   |

### Popis 2013.
| Šipovljani         |              |
| godina popisa      | 2013.        |
| Srbi               | 474 (99,16%) |
| Hrvati             | 1 (0,21%)    |
| Bošnjaci           | 0            |
| ostali i nepoznato | 3 (0,63%)    |
| ukupno             | 478          |